# Марк Сілій Мессала
Марк Сілій Мессала (лат. Marcus Silius Messalla, ? — після 193) — політичний діяч часів Римської імперії, консул-суффект 193 року.

## Життєпис
Походив зі знатного роду Сіліїв. Про діяльність відомо замало. Він ніколи не обіймав посад у римському війську. У 193 році підтримував імператора Пертінакса. Згодом за імператора Дідія Юліана став консулом-суффектом. Вимагав покарання вбивцям Пертінакса. Був ініціатором заколоту проти Дідія Юліана. Саме Мессала зібрав засідання сенату, на якому було прийнято рішення про позбавлення влади Дідія Юліана та проголошення новим імператором Септимія Севера. Після став одним з організаторів вбивства Дідія Юліана. Про подальшу долю немає відомостей. Втім, напевне, став одним з найближніших сенаторів за правління Септимія Севера. 